# Paolo Meneguzzi
Paolo Meneguzzi, właśc. Pablo Meneguzzo (ur. 6 grudnia 1976 w Mendrisio) – szwajcarski piosenkarz popowy, reprezentant Szwajcarii w 53. Konkursie Piosenki Eurowizji w 2008 roku.

## Kariera muzyczna
Pablo Meneguzzo jest synem Loredany Pacchiani i Gomeza Meneguzziego, swoją karierę rozpoczął w 1996 roku i wtedy zaczął występować jako Paolo Meneguzzi. W 1996 roku z piosenką „Aria, Ariò” wygrał Międzynarodowy Festiwal Piosenki Viña del Mar organizowany w Chile. Pod koniec marca 1997 roku ukazała się jego debiutancka płyta studyjna zatytułowana Por Amor, a rok później – album pt. Paolo. W 1999 roku premierę miała jego trzecia płyta długogrająca zatytułowana Emociones.

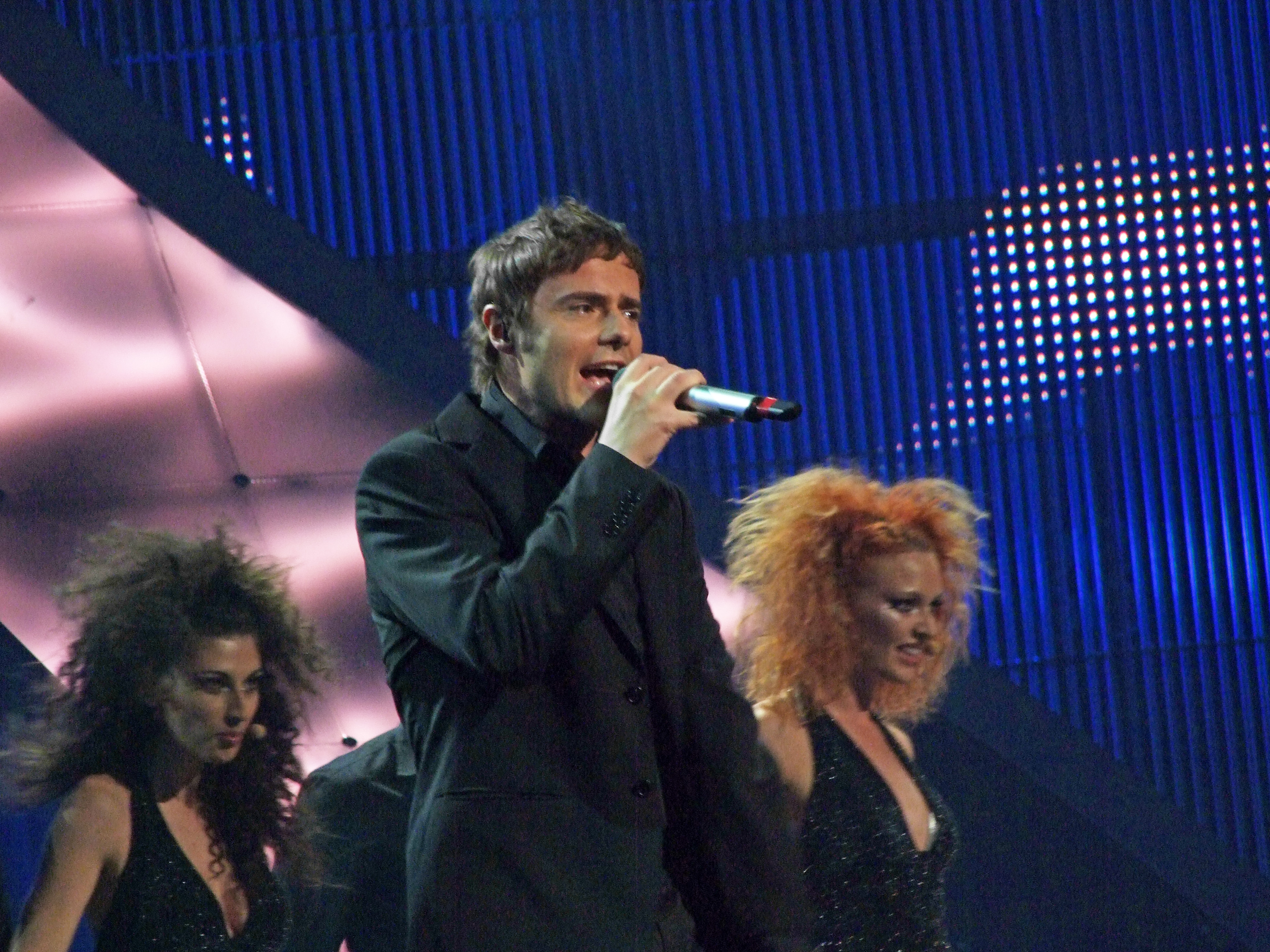
Paolo Meneguzzi podczas występu w 53. Konkursie Piosenki Eurowizji w 2008 roku

W 2001 roku wydał swój czwarty album studyjny pt. Un sueño entre las manos oraz płytę zatytułowaną Un sogno nelle mani. W tym samym roku wystąpił na Festiwalu Piosenki Włoskiej w San Remo, na którym zajął siódme miejsce z utworem „Ed io non ci sto più”. W 2003 roku ukazała się jego nowa płyta zatytułowana Lei è, na której znalazły się m.in. single „In nome dell’amore”, „Verofalso”, „Baciami” i „Guardami negli occhi (Prego)”, z którym zajął czwarte miejsce na Festiwalu Piosenki Włoskiej. W 2004 roku ukazała się reedycja płyty.
W 2005 roku wziął udział w Festiwalu Piosenki Włoskiej z utworem „Non capiva che l’amavo” oraz wydał swój nowy album studyjny zatytułowany Favola, który uzyskał status platynowej płyty za osiągnięcie wyniku ponad 200 tys. sprzedanych egzemplarzy w kraju. W 2007 roku ponownie wystartował na Festiwalu Piosenki Włoskiej, tym razem z numerem „Musica”, z którym zajął szóste miejsce. Singiel zapowiadał jego nową płytę o tym samym tytule, która ukazała się w marcu. 

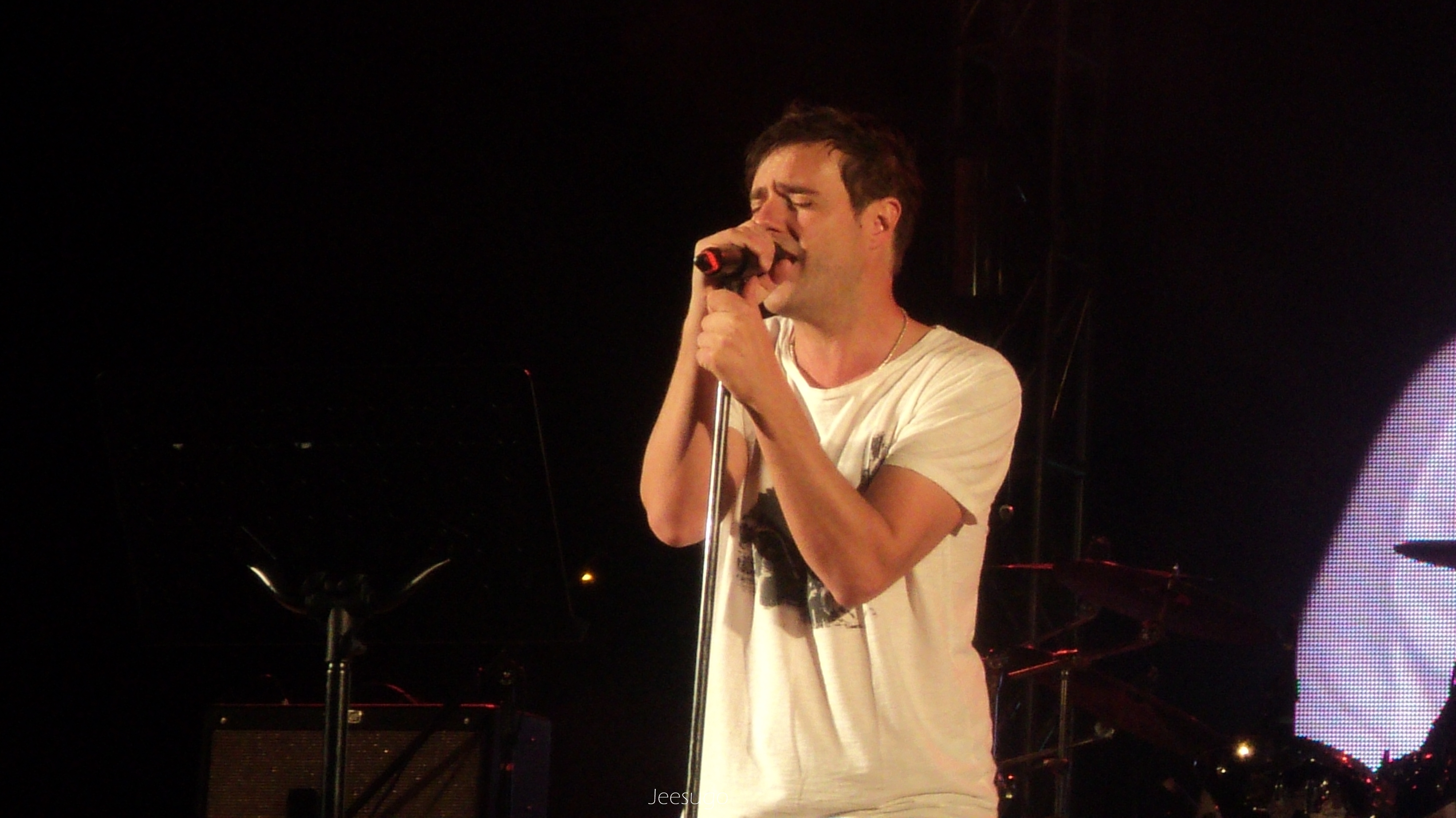
Paolo Meneguzzi na koncercie w 2014 roku

W 2008 roku z utworem „Era stupendo” reprezentował Szwajcarię w 53. Konkursie Piosenki Eurowizji organizowanym w Belgradzie. 22 maja wystąpił w pierwszym półfinale widowiska i zajął w nim ostatecznie trzynaste miejsce z 47 punktami na koncie (w tym m.in. maksymalną notę 12 punktów od Malty), przez co nie awansował do finału. W tym samym roku wystąpił na Festiwalu Piosenki Włoskiej z utworem „Grande”, z którym zajął szóste miejsce, a także wydał swoją nową płytę zatytułowaną Corro via.
W 2010 roku ukazała się jego kolejna płyta studyjna zatytułowana Miami, a w 2011 – album kompilacyjny pt. Best Of: Sei Amore, na którym znalazło się szesnaście najpopularniejszych utworów w dorobku piosenkarza oraz dwa nowe utwory: „Sei amore” i „Love”. 
W maju 2012 roku premierę miała jego kolejna płyta długogrająca zatytułowana Mi mision, a w październiku 2013 – krążek pt. Zero.

## Dyskografia

### Albumy studyjne
- Por Amor (1997)
- Paolo (1998)
- Emociones (1999)
- Un sueño entre las manos (2001)
- Un sogno nelle mani (2001)
- Lei è (2003; re-edycja w 2004)
- Elle est (2004)
- Favola (2005)
- Musica (2007)
- Corro Via (2008)
- Miami (2010)
- Mi mision (2012)
- Zero (2013)